# Quách Văn Tuấn
Quách Văn Tuấn (?-1949) là liệt sĩ trong Kháng chiến chống Pháp.

## Tiểu sử
Ông tham gia Việt Minh ở xã An Nhơn Tây, huyện Củ Chi. Ông thường tổ chức đánh cờ tướng với các đồng chí của mình dưới hiên nhà, tán cây. Đây chính là hình thức để ông cùng các đồng chí mình họp bàn công việc.

Ông từng làm chủ nhiệm Mặt trận Việt Minh của tỉnh Chợ Lớn-Long An,trưởng ban thông tin tuyên truyền của liên tỉnh uỷ kiêm phụ trách công tác dân quân.

Ngày 21 tháng 1 năm 1949, Thực dân Pháp đánh vào căn cứ Lý Văn Mạnh (vùng Vườn Thơm trên sông Vàm Cỏ Tây). Ông bị giặc giết chết.
Sau khi mất, thi hài ông được nhân dân địa phương và các đồng đội ông an táng tại bờ kênh thuộc xã Thuận Hoà, huyện Bến Lức, Long An.

## Giải thưởng
Năm 2002, ông được Nhà nước tặng Huân chương Độc lập.

## Vinh danh
- Con kênh nơi ông được an táng sau khi mất ở xã Thuận Hoà, huyện Bến Lức, Long An được nhân dân địa phương gọi là kênh ông Tuấn.
- Con đường[2] tại Phường 12, Quận Tân Bình, TP.HCM được đặt theo tên ông.